# Octaedru trunchiat

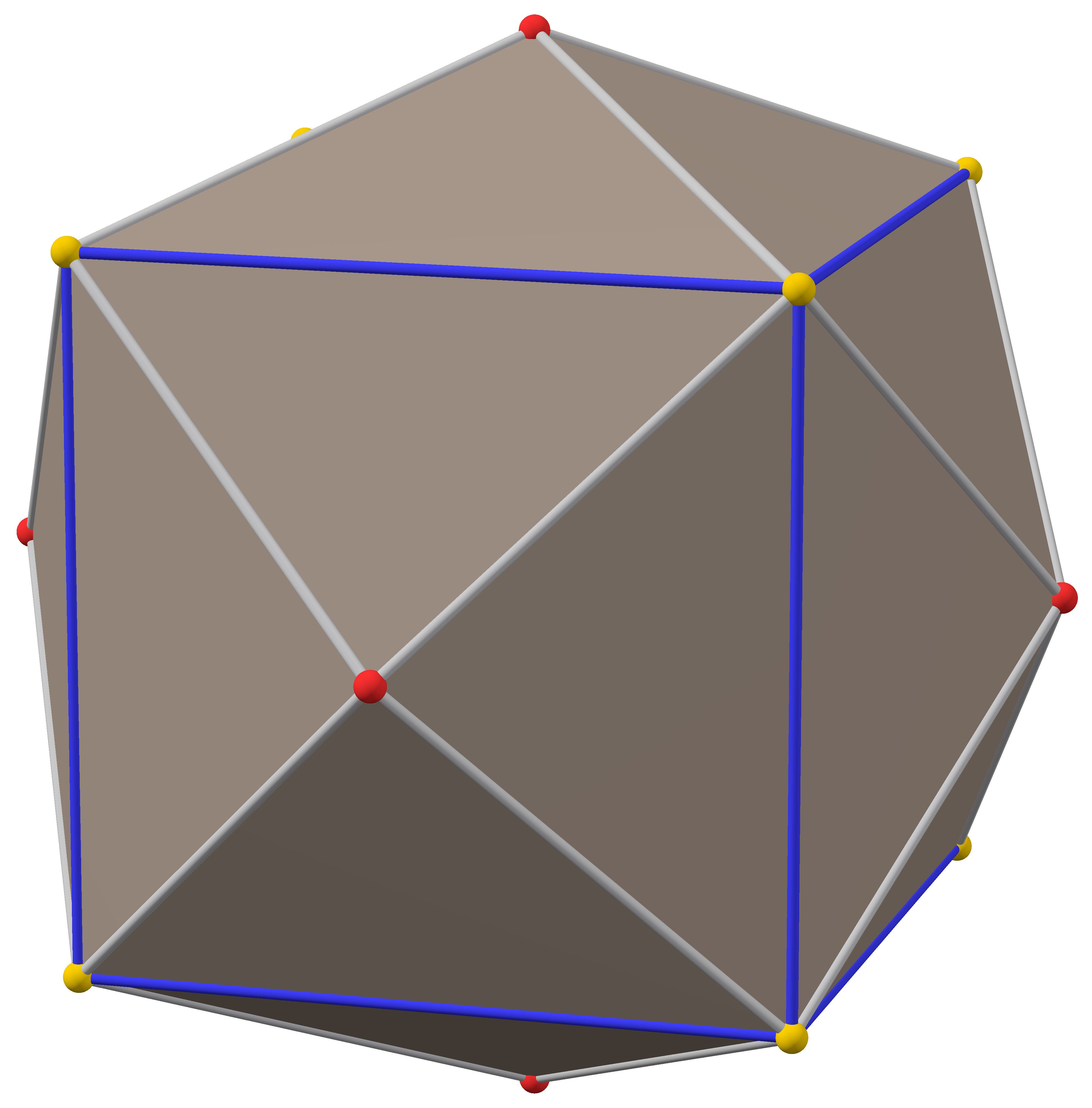
Dual: Hexaedru tetrakis

În geometrie octaedrul trunchiat este un poliedru arhimedic. Se obține dintr-un octaedru regulat prin îndepărtarea a șase piramide, câte una la fiecare vârf al octaedrului. Are 14 fețe regulate (6 pătrat și 8 fețe hexagonale), 36 de laturi și 24 de vârfuri. Deoarece fiecare dintre fețele sale are simetrie față de centru, octaedrul trunchiat este un zonoedru. La fel cu cubul, poate tesela spațiul tridimensional, ca un permutoedru.
Poliedrul său dual este hexaedrul tetrakis. Dacă octaedrul trunchiat inițial are lungimea laturii 1, dualul său are lungimile laturilor 9/8√2 și 3/2√2.
Are indicele de poliedru uniform U08, indicele Coxeter C20 și indicele Wenninger W7.

## Construcție, arie și volum
|  |  |  |

Un octaedru trunchiat este construit dintr-un octaedru regulat cu lungimea laturii 3a prin îndepărtarea a șase piramide pătrate drepte, câte una din fiecare vârf. Aceste piramide au atât lungimea laturii de bază (a) cât și lungimea laturii laterale (e) egală cu a, pentru a forma triunghiuri echilaterale. Aria bazei acestora este a2. De observat că această formă este asemenea cu o jumătate de octaedru sau cu poliedrul Johnson J1.
Din proprietățile piramidelor pătrate se obțin apotema s și înălțimea h ale unei piramide îndepărtate:
{\displaystyle {\begin{aligned}h&={\sqrt {e^{2}-{\tfrac {1}{2}}a^{2}}}&&={\tfrac {1}{\sqrt {2}}}a\\s&={\sqrt {h^{2}+{\tfrac {1}{4}}a^{2}}}&&={\sqrt {{\tfrac {1}{2}}a^{2}+{\tfrac {1}{4}}a^{2}}}&&={\tfrac {\sqrt {3}}{2}}a\end{aligned}}}
Volumul V1 al piramidei îndepărtate este
{\displaystyle V_{1}={\tfrac {1}{3}}a^{2}h={\tfrac {\sqrt {2}}{6}}a^{3}}
Deoarece șase piramide sunt îndepărtate prin trunchiere, volumul octaedrului trunchiat este mai mic decât al octaedrului inițial cu 
√2a3.
Aria A și volumul V ale octaedrului trunchiat cu latura de lungime a sunt:
{\displaystyle {\begin{aligned}A&=\left(6+12{\sqrt {3}}\right)a^{2}&&\approx 26,784\,6097\,a^{2}\\V&=8{\sqrt {2}}a^{3}&&\approx 11,313\,7085\,a^{3}.\end{aligned}}}

## Proiecții ortogonale
Octaedrul trunchiat are cinci proiecții ortogonale speciale, centrate pe un vârf, pe două tipuri de muchii și două tipuri de fețe: hexagon și pătrat. Ultimele două corespund planelor Coxeter B2 și A2.
| Centrată pe         | Vârf | Latură 4-6 | Latură 6-6 | Față pătrată | Față hexagonală |
| ------------------- | ---- | ---------- | ---------- | ------------ | --------------- |
| Poliedru            |      |            |            |              |                 |
| Cadru de sârmă      |      |            |            |              |                 |
| Dual                |      |            |            |              |                 |
| Simetrie proiectivă | [2]  | [2]        | [2]        | [4]          | [6]             |

## Pavare sferică
|                      | centrată pe pătrat      | centrată pe hexagon     |
| Proiecție ortogonală | Proiecții stereografice | Proiecții stereografice |

Octaedrul trunchiat poate fi reprezentat și ca o pavare sferică și proiectat în plan printr-o proiecție stereografică. Această proiecție este conformă, păstrând unghiurile, dar nu ariile sau lungimile. Liniile drepte pe sferă sunt proiectate în plan ca arce de cerc.

## Coordonate
|                                             | |                                                                 |
| Proiecție ortogonală în cadrul (±2, ±2, ±2) | Octaedru trunchiat cu hexagoanele divizate în 6 triunghiuri coplanare. Există 8 noduri noi la (±1, ±1, ±1). | Octaedru trunchiat subdivizat topologic în triacontaedru rombic |

Toate permutările lui (0, ±1, ±2) sunt coordonatele carteziene ale vârfurilor unui octaedru trunchiat cu lungimea laturii {\displaystyle a={\sqrt {2}}} centrat în origine. Vârfurile sunt astfel și colțurile a 12 dreptunghiuri ale căror laturi lungi sunt paralele cu axele de coordonate.
Vectorii laturilor au coordonatele carteziene (0, ±1, ±1) și permutări ale acestora. Normalele fețelor (produsele vectoriale normalizate ale laturilor care au un vârf comun) ale celor 6 fețe pătrate sunt (0, 0, ±1), (0, ±1, 0) și (±1, 0, 0). Normalele celor 8 fețe hexagonale sunt (±1/√3, ±1/√3, ±1/√3). Produsul scalar al normalelor unei perechi de fețe este cosinusul unghiului diedru dintre fețele adiacente, fie −1/3, fie −1/√3. Unghiul diedru este aproximativ 1,910633 radiani (109,471°) între fețele hexagonale și 2,186276 radiani (125,263°) între o față hexagonală și una pătrată.

## Divizare
| Gen 2                        | Gen 3                       |
| D3d, [2+,6], (2*3), ordin 12 | Td, [3,3], (*332), ordin 24 |
| ---------------------------- | --------------------------- |
|                              |                             |

Octaedrul trunchiat poate fi divizat într-un octaedru central, înconjurat de 8 cupole triunghiulare pe fiecare față și 6 piramide pătrate deasupra vârfurilor.
Înlăturând octaedrul central și 2 sau 4 cupole triunghiulare creează doi toroizi Stewart, cu simetrie diedrală și tetraedrică:

## Permutoedru

Octaedrul trunchiat poate fi reprezentat și prin coordonate și mai simetrice în patru dimensiuni: toate permutările lui (1, 2, 3, 4) formează vârfurile unui octaedru trunchiat în subspațiul tridimensional x + y + z + w = 10. Prin urmare, octaedrul trunchiat este permutoedrul de ordinul 4: fiecare vârf corespunde unei permutări a lui (1, 2, 3, 4) și fiecare latură reprezintă o singură interschimbare a două elemente dintr-o pereche.

## Colorare ca poliedru uniform
Există două colorări uniforme, cu simetrie tetraedrică și simetrie octaedrică, și două colorări uniforme cu simetrie diedrală ca antiprismă triunghiulară trunchiată. Notația Conway a poliedrelor este dată în paranteze.
| uniformă 1                 | uniformă 1                 | uniformă 2                           | uniformă 2                                |
| Oh, [4,3], (*432) ordin 48 | Td, [3,3], (*332) ordin 24 | D4h, [4,2], (*422) ordin 16          | D3d, [2+,6], (2*3) ordin 12               |
| -------------------------- | -------------------------- | ------------------------------------ | ----------------------------------------- |
| colorare 122               | colorare 123               | colorare 122 și 322                  | colorare 122 și 123                       |
| Octaedru trunchiat (tO)    | Tetraedru teșit (bT)       | Bipiramidă pătrată trunchiată (tdP4) | Antiprismă triunghiulară trunchiată (tA3) |

## Poliedre înrudite
Octaedrul trunchiat face parte dintr-o familie de poliedre uniforme înrudite cu cubul și octaedrul regulat.
| Poliedre octaedrice uniforme | Poliedre octaedrice uniforme | Poliedre octaedrice uniforme | Poliedre octaedrice uniforme | Poliedre octaedrice uniforme | Poliedre octaedrice uniforme | Poliedre octaedrice uniforme | Poliedre octaedrice uniforme | Poliedre octaedrice uniforme | Poliedre octaedrice uniforme | Poliedre octaedrice uniforme |
| Simetrie: [4,3], (*432)      | Simetrie: [4,3], (*432)      | Simetrie: [4,3], (*432)      | Simetrie: [4,3], (*432)      | Simetrie: [4,3], (*432)      | Simetrie: [4,3], (*432)      | Simetrie: [4,3], (*432)      | [4,3]+ (432)                 | [1+,4,3] = [3,3] (*332)      | [1+,4,3] = [3,3] (*332)      | [3+,4] (3*2)                 |
| ---------------------------- | ---------------------------- | ---------------------------- | ---------------------------- | ---------------------------- | ---------------------------- | ---------------------------- | ---------------------------- | ---------------------------- | ---------------------------- | ---------------------------- |
| {4,3}                        | t{4,3}                       | r{4,3} r{31,1}               | t{3,4} t{31,1}               | {3,4} {31,1}                 | rr{4,3} s2{3,4}              | tr{4,3}                      | sr{4,3}                      | h{4,3} {3,3}                 | h2{4,3} t{3,3}               | s{3,4} s{31,1}               |
|                              |                              |                              |                              |                              |                              |                              |                              |                              |                              |                              |
|                              |                              | · =                          | · =                          | · =                          |                              |                              |                              | = · sau                      | = · sau                      | = ·                          |
|                              |                              |                              |                              |                              |                              |                              |                              |                              |                              |                              |
| Dualele celor de mai sus     |                              |                              |                              |                              |                              |                              |                              |                              |                              |                              |
| V43                          | V3.82                        | V(3.4)2                      | V4.62                        | V34                          | V3.43                        | V4.6.8                       | V34.4                        | V33                          | V3.62                        | V35                          |
|                              |                              |                              |                              |                              |                              |                              |                              |                              |                              |                              |
|                              |                              |                              |                              |                              |                              |                              |                              |                              |                              |                              |
|                              |                              |                              |                              |                              |                              |                              |                              |                              |                              |                              |

De asemenea, există și ca omnitrunchiat în familia tetraedrelor:
| Variante de pavări omnitrunchiate cu simetrie *n32: 4.6.2n | Variante de pavări omnitrunchiate cu simetrie *n32: 4.6.2n | Variante de pavări omnitrunchiate cu simetrie *n32: 4.6.2n | Variante de pavări omnitrunchiate cu simetrie *n32: 4.6.2n | Variante de pavări omnitrunchiate cu simetrie *n32: 4.6.2n | Variante de pavări omnitrunchiate cu simetrie *n32: 4.6.2n | Variante de pavări omnitrunchiate cu simetrie *n32: 4.6.2n | Variante de pavări omnitrunchiate cu simetrie *n32: 4.6.2n | Variante de pavări omnitrunchiate cu simetrie *n32: 4.6.2n | Variante de pavări omnitrunchiate cu simetrie *n32: 4.6.2n | Variante de pavări omnitrunchiate cu simetrie *n32: 4.6.2n | Variante de pavări omnitrunchiate cu simetrie *n32: 4.6.2n | Variante de pavări omnitrunchiate cu simetrie *n32: 4.6.2n |
| Simetrie *n32 [n,3]                                        | Sferice                                                    | Sferice                                                    | Sferice                                                    | Sferice                                                    | Euclid.                                                    | Hiperb. compacte                                           | Hiperb. compacte                                           | Paraco.                                                    | Hiperbolice necompacte                                     | Hiperbolice necompacte                                     | Hiperbolice necompacte                                     | Hiperbolice necompacte                                     |
| Simetrie *n32 [n,3]                                        | *232 [2,3]                                                 | *332 [3,3]                                                 | *432 [4,3]                                                 | *532 [5,3]                                                 | *632 [6,3]                                                 | *732 [7,3]                                                 | *832 [8,3]                                                 | *∞32 [∞,3]                                                 | [12i,3]                                                    | [9i,3]                                                     | [6i,3]                                                     | [3i,3]                                                     |
| ---------------------------------------------------------- | ---------------------------------------------------------- | ---------------------------------------------------------- | ---------------------------------------------------------- | ---------------------------------------------------------- | ---------------------------------------------------------- | ---------------------------------------------------------- | ---------------------------------------------------------- | ---------------------------------------------------------- | ---------------------------------------------------------- | ---------------------------------------------------------- | ---------------------------------------------------------- | ---------------------------------------------------------- |
| Imagini                                                    |                                                            |                                                            |                                                            |                                                            |                                                            |                                                            |                                                            |                                                            |                                                            |                                                            |                                                            |                                                            |
| Config.                                                    | 4.6.4                                                      | 4.6.6                                                      | 4.6.8                                                      | 4.6.10                                                     | 4.6.12                                                     | 4.6.14                                                     | 4.6.16                                                     | 4.6.∞                                                      | 4.6.24i                                                    | 4.6.18i                                                    | 4.6.12i                                                    | 4.6.6i                                                     |
| Duale                                                      |                                                            |                                                            |                                                            |                                                            |                                                            |                                                            |                                                            |                                                            |                                                            |                                                            |                                                            |                                                            |
| Config.                                                    | V4.6.4                                                     | V4.6.6                                                     | V4.6.8                                                     | V4.6.10                                                    | V4.6.12                                                    | V4.6.14                                                    | V4.6.16                                                    | V4.6.∞                                                     | V4.6.24i                                                   | V4.6.18i                                                   | V4.6.12i                                                   | V4.6.6i                                                    |

| Familia poliedrelor tetraedrice uniforme | Familia poliedrelor tetraedrice uniforme | Familia poliedrelor tetraedrice uniforme | Familia poliedrelor tetraedrice uniforme | Familia poliedrelor tetraedrice uniforme | Familia poliedrelor tetraedrice uniforme | Familia poliedrelor tetraedrice uniforme | Familia poliedrelor tetraedrice uniforme |
| Simetrie: [3,3], (*332)                  | Simetrie: [3,3], (*332)                  | Simetrie: [3,3], (*332)                  | Simetrie: [3,3], (*332)                  | Simetrie: [3,3], (*332)                  | Simetrie: [3,3], (*332)                  | Simetrie: [3,3], (*332)                  | [3,3]+, (332)                            |
| ---------------------------------------- | ---------------------------------------- | ---------------------------------------- | ---------------------------------------- | ---------------------------------------- | ---------------------------------------- | ---------------------------------------- | ---------------------------------------- |
|                                          |                                          |                                          |                                          |                                          |                                          |                                          |                                          |
|                                          |                                          |                                          |                                          |                                          |                                          |                                          |                                          |
| {3,3}                                    | t{3,3}                                   | r{3,3}                                   | t{3,3}                                   | {3,3}                                    | rr{3,3}                                  | tr{3,3}                                  | sr{3,3}                                  |
| Duale ale poliedrelor uniforme           |                                          |                                          |                                          |                                          |                                          |                                          |                                          |
|                                          |                                          |                                          |                                          |                                          |                                          |                                          |                                          |
| V3.3.3                                   | V3.6.6                                   | V3.3.3.3                                 | V3.6.6                                   | V3.3.3                                   | V3.4.3.4                                 | V4.6.6                                   | V3.3.3.3.3                               |

### Variante de simetrie
Acest poliedru face parte dintr-o secvență de modele uniforme cu configurația vârfului (4.6.2p) și diagrama Coxeter–Dynkin . Pentru p < 6, membrii secvenței sunt poliedre omnitrunchiate (zonoedre), prezentate mai jos ca pavări sferice. Pentru p > 6, acestea sunt pavări ale planului hiperbolic, începând cu pavare triheptagonală trunchiată.
| Imagine |        |        |        |          |          |          |          |        |
| Config. | 4.4.4  | 4.6.6  | 4.8.8  | 4.10.10  | 4.12.12  | 4.14.14  | 4.16.16  | 4.∞.∞  |
| Dual    |        |        |        |          |          |          |          |        |
| Config. | V4.4.4 | V4.6.6 | V4.8.8 | V4.10.10 | V4.12.12 | V4.14.14 | V4.16.16 | V4.∞.∞ |

Octaedrul trunchiat este înrudit din punct de vedere topologic ca parte a secvenței de poliedre și pavări uniforme cu figurile vârfului n.6.6, extinzându-se în planul hiperbolic:
| Variante de simetrii *n32 ale pavărilor trunchiate: n.6.6 | Variante de simetrii *n32 ale pavărilor trunchiate: n.6.6 | Variante de simetrii *n32 ale pavărilor trunchiate: n.6.6 | Variante de simetrii *n32 ale pavărilor trunchiate: n.6.6 | Variante de simetrii *n32 ale pavărilor trunchiate: n.6.6 | Variante de simetrii *n32 ale pavărilor trunchiate: n.6.6 | Variante de simetrii *n32 ale pavărilor trunchiate: n.6.6 | Variante de simetrii *n32 ale pavărilor trunchiate: n.6.6 | Variante de simetrii *n32 ale pavărilor trunchiate: n.6.6 | Variante de simetrii *n32 ale pavărilor trunchiate: n.6.6 | Variante de simetrii *n32 ale pavărilor trunchiate: n.6.6 | Variante de simetrii *n32 ale pavărilor trunchiate: n.6.6 |                        |
| Sim. *n42 [n,3]                                           | Sferică                                                   | Sferică                                                   | Sferică                                                   | Sferică                                                   | Euclid.                                                   | Compactă                                                  | Compactă                                                  | Paracomp.                                                 | Hiperbolică necompactă                                    | Hiperbolică necompactă                                    | Hiperbolică necompactă                                    | Hiperbolică necompactă |
| Sim. *n42 [n,3]                                           | *232 [2,3]                                                | *332 [3,3]                                                | *432 [4,3]                                                | *532 [5,3]                                                | *632 [6,3]                                                | *732 [7,3]                                                | *832 [8,3]...                                             | *∞32 [∞,3]                                                | [12i,3]                                                   | [9i,3]                                                    | [6i,3]                                                    |                        |
| --------------------------------------------------------- | --------------------------------------------------------- | --------------------------------------------------------- | --------------------------------------------------------- | --------------------------------------------------------- | --------------------------------------------------------- | --------------------------------------------------------- | --------------------------------------------------------- | --------------------------------------------------------- | --------------------------------------------------------- | --------------------------------------------------------- | --------------------------------------------------------- | ---------------------- |
| Figuri trunchiate                                         |                                                           |                                                           |                                                           |                                                           |                                                           |                                                           |                                                           |                                                           |                                                           |                                                           |                                                           |                        |
| Config.                                                   | 2.6.6                                                     | 3.6.6                                                     | 4.6.6                                                     | 5.6.6                                                     | 6.6.6                                                     | 7.6.6                                                     | 8.6.6                                                     | ∞.6.6                                                     | 12i.6.6                                                   | 9i.6.6                                                    | 6i.6.6                                                    |                        |
| Figuri n-kis                                              |                                                           |                                                           |                                                           |                                                           |                                                           |                                                           |                                                           |                                                           |                                                           |                                                           |                                                           |                        |
| Config.                                                   | V2.6.6                                                    | V3.6.6                                                    | V4.6.6                                                    | V5.6.6                                                    | V6.6.6                                                    | V7.6.6                                                    | V8.6.6                                                    | V∞.6.6                                                    | V12i.6.6                                                  | V9i.6.6                                                   | V6i.6.6                                                   |                        |

Octaedrul trunchiat este înrudit din punct de vedere topologic ca parte a secvenței de poliedre și pavări uniforme cu figurile vârfurilor 4,2n.2n, extinzându-se în planul hiperbolic:
| Figuri trunchiate |        |        |        |          |          |          |          |        |
| Config.           | 4.4.4  | 4.6.6  | 4.8.8  | 4.10.10  | 4.12.12  | 4.14.14  | 4.16.16  | 4.∞.∞  |
| Figuri n-kis      |        |        |        |          |          |          |          |        |
| Config.           | V4.4.4 | V4.6.6 | V4.8.8 | V4.10.10 | V4.12.12 | V4.14.14 | V4.16.16 | V4.∞.∞ |

## Politopuri înrudite
Octaedrul trunchiat (cubul bitrunchiat), este primul dintr-o succesiune de hipercuburi trunchiate:
| Imagine         |                 |                       |                   |                   |                   |                   | ... |
| Nume            | Cub bitrunchiat | Tesseract bitrunchiat | 5-cub bitrunchiat | 6-cub bitrunchiat | 7-cub bitrunchiat | 8-cub bitrunchiat | ... |
| Coxeter         |                 |                       |                   |                   |                   |                   | ... |
| Figura vârfului | ( )v{ }         | { }v{ }               | { }v{3}           | { }v{3,3}         | { }v{3,3,3}       | { }v{3,3,3,3}     |     |

Este posibil să se secționeze un tesseract cu un hiperplan, astfel încât secțiunea transversală a acestuia să fie un octaedru trunchiat.

## Teselări
Octaedrul trunchiat există în trei faguri uniformi convecși:
| Cubic bitrunchiat | Cubic cantitrunchiat | Cubic alternat trunchiat |
| ----------------- | -------------------- | ------------------------ |
|                   |                      |                          |

Fagurele cubic bitrunchiat tranzitiv pe celule poate fi considerat o teselare Voronoi⁠(d) a rețelei cubice centrate intern. Octaedrul trunchiat este unul dintre cele cinci paraleloedre.